# 橿原神宮西口駅
橿原神宮西口駅（かしはらじんぐうにしぐちえき）は、奈良県橿原市西池尻町にある、近畿日本鉄道（近鉄）南大阪線の駅。駅番号はF27。

## 歴史
- 1929年（昭和4年）3月29日：大阪鉄道の古市 - 久米寺（現在の橿原神宮前）間の開通と同時に、大和池尻駅（やまといけじりえき）として開業[1]。
- 1940年（昭和15年）4月1日：橿原神宮西口駅に改称[2]。
- 1943年（昭和18年）2月1日：関西急行鉄道が大阪鉄道を合併[1]。関西急行鉄道天王寺線の駅となる。
- 1944年（昭和19年）6月1日：関西急行鉄道と南海鉄道（現在は南海電気鉄道として再独立）が合併[1]。近畿日本鉄道南大阪線の駅になる。
- 1945年（昭和20年）6月1日：営業休止[2]。
- 1946年（昭和21年）12月25日：営業再開[2]。
- 1993年（平成5年）3月17日：ホームが6両分に延伸される[3]。
- 1999年（平成11年）12月12日：地下駅舎完成。同時に構内外共用型エレベーター設置。
- 2007年（平成19年）4月1日：PiTaPa使用開始[4]。
- 2013年（平成25年）12月21日：終日無人駅化。

## 駅構造
相対式2面2線のホームを持つ地上駅。出改札口は地下にある。区間急行が停車するため、ホーム有効長は6両分となっている。改札口は1ヶ所のみで、地下改札と北側・南側地上出入口及び上下ホームとは北側・南側それぞれ1台のエレベータが設置されており、構外・構内兼用となっている。改札口が地下化されるまでは、今の北側出入口の建屋が駅舎であった。上りホームとは構内踏切で結ばれていた。
橿原神宮前駅管理の無人駅で、PiTaPa・ICOCA対応の自動改札機および自動精算機（回数券カードおよびICカードのチャージに対応）が設置されている。

### のりば
| のりば | 路線       | 方向 | 行先             |
| ------ | ---------- | ---- | ---------------- |
| 1      | F 南大阪線 | 下り | 橿原神宮前方面   |
| 2      | F 南大阪線 | 上り | 大阪阿部野橋方面 |

## 当駅乗降人員
近年における1日乗降人員の調査結果は以下の通り。
- 2023年11月7日：1,764人
- 2022年11月8日：1,846人
- 2021年11月9日：1,773人
- 2018年11月13日：2,124人
- 2015年11月10日：2,157人
- 2012年11月13日：2,524人
- 2010年11月9日：2,522人
- 2008年11月18日：2,508人
- 2005年11月8日：2,259人

## 利用状況
近年の1日平均乗車人員は以下の通りである。
| 年度               | 1日平均 乗車人員 |
| ------------------ | ---------------- |
| 1995年（平成7年）  | 1,116            |
| 1996年（平成8年）  | 1,107            |
| 1997年（平成9年）  | 1,079            |
| 1998年（平成10年） | 1,061            |
| 1999年（平成11年） | 1,038            |
| 2000年（平成12年） | 994              |
| 2001年（平成13年） | 951              |
| 2002年（平成14年） | 900              |
| 2003年（平成15年） | 865              |
| 2004年（平成16年） | 892              |
| 2005年（平成17年） | 948              |
| 2006年（平成18年） | 1,024            |
| 2007年（平成19年） | 1,071            |
| 2008年（平成20年） | 1,100            |
| 2009年（平成21年） | 1,101            |
| 2010年（平成22年） | 1,139            |
| 2011年（平成23年） | 1,142            |
| 2012年（平成24年） | 1,113            |
| 2013年（平成25年） | 1,108            |
| 2014年（平成26年） | 1,033            |
| 2015年（平成27年） | 1,009            |
| 2016年（平成28年） | 980              |
| 2017年（平成29年） | 954              |
| 2018年（平成30年） | 948              |
| 2019年（令和元年） | 947              |

## 駅周辺
- 橿原神宮
- 畝傍山
- 安寧天皇陵
- 懿徳天皇陵
- 宣化天皇陵
- 奈良芸術短期大学
- 奈良県立橿原高等学校
- 橿原学院高等学校
- 聖心学園中等教育学校（中高一貫校）
- 橿原西池尻簡易郵便局
- 雪の元本店

## 隣の駅
近畿日本鉄道
F 南大阪線
■急行
通過
■区間急行・■準急・■普通
坊城駅 (F26) - 橿原神宮西口駅 (F27) - 橿原神宮前駅 (F42)
- 1939年まで、当駅と橿原神宮前駅（当時は久米寺駅）の間に橿原神宮駅が存在した。